# Русское (озеро, Сахалинская область)
Ру́сское — озеро в Корсаковском городском округе Сахалинской области. Расположено на острове Сахалин, в 15 километрах от села Охотское. Площадь зеркала — 2,1 км².

## География
Бывшее японское название озера — Тохоро-ко (яп. 遠幌湖). Расположено в Муравьёвской низменности, западным берегом частично на полуострове Пузина, между заливом Мордвинова и озером Тунайча, рядом с другими озёрами, среди которых ближайшие Хвалисекое и Донецкое.
Южнее расположен бывший населённый пункт Мальково.
Код озера в Государственном водном реестре РФ — 20050000211118300000877.